# 相島積石塚群
相島積石塚群（あいのしまつみいしづかぐん）は、福岡県糟屋郡新宮町相島の長井浜にある4世紀代～7世紀代にかけての古墳群である。全長100メートルの海浜部に254基もの積石塚が拡がる。こうした遺跡は全国的にも珍しく、2001年（平成13年）8月7日に国史跡に指定された。

## 概要
数多くの副葬品や鉄製品、人骨など、様々な遺物が出土している。海に臨む立地からの海洋民、海人族の古墳群と考えられている。
また、同時代に作られた対岸にある福岡県福津市、宗像市にある津屋崎古墳群の石室に使用された石材はここから運ばれたとされる。

## 主な遺物
- 須恵器
- 切子玉（水晶製）
- 人骨など
- 鉄器（鉄刀・鉄鏃・金銅製耳環）
- 土師器[4]

## ギャラリー

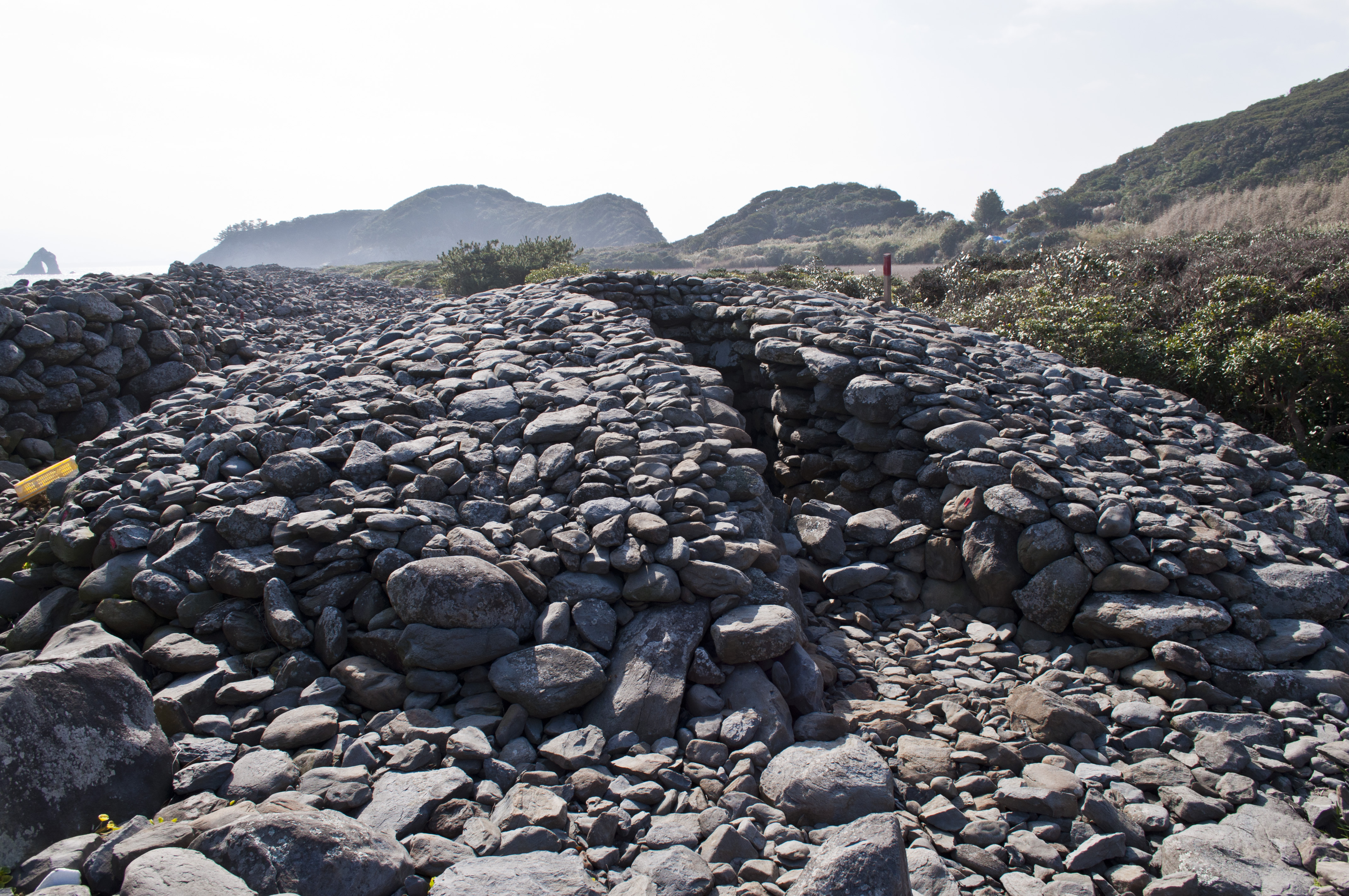
相島積石塚群の相島北塚
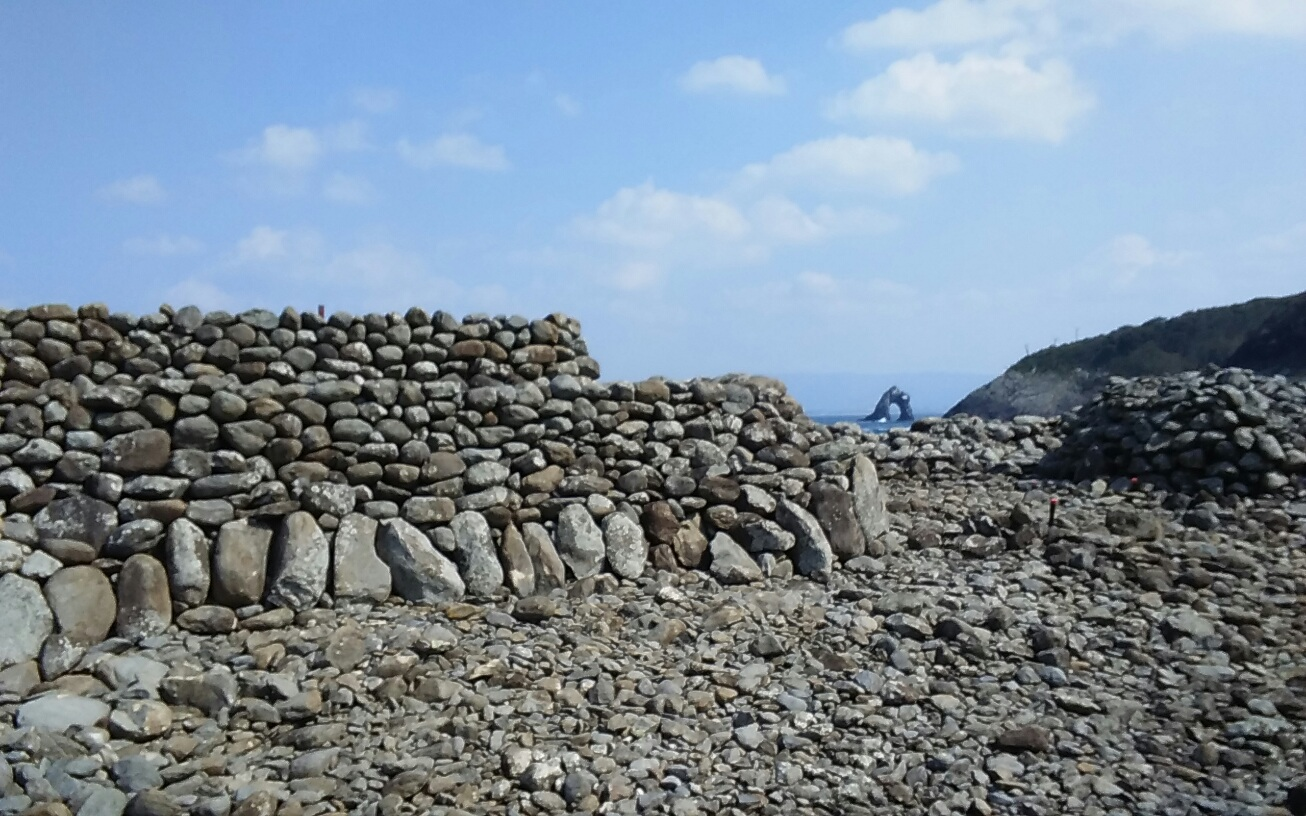
相島積石塚群と鼻栗瀬